# دندان‌پزشکی بازسازی
دندانپزشکی بازسازی شامل مطالعه، تشخیص و مدیریت یکپارچهٔ بیماری‌های دندان و موضوعات مکمل آن است. دندانپزشکی بازسازی به جنبه‌های عملکرد و زیبایی افراد می‌پردازد. دندانپزشکی بازسازی، مکملی از رشته‌های اندودنتیکس(ریشه‌درمانی)، پریودنتیکس و پروستودنتیکس است و بر این بنا شده که اگر بیمار نیاز به برخی جنبه‌های کلیهٔ این رشته‌ها داشت، باید چگونه درمان شود. در بریتانیای کبیر، این رشته زیر نظر رهنمود ای یو فعالیت می‌کند.